# (2047) Smetana
(2047) Smetana es un asteroide que forma parte del cinturón interior de asteroides y fue descubierto por Luboš Kohoutek desde el Observatorio de Hamburgo-Bergedorf, Alemania, el 26 de octubre de 1971.

## Designación y nombre
Smetana se designó al principio como 1971 UA1.
Más adelante fue nombrado en honor del compositor checo Bedřich Smetana (1824-1884).

## Características orbitales
Smetana orbita a una distancia media de 1,872 ua del Sol, pudiendo acercarse hasta 1,866 ua y alejarse hasta 1,878 ua. Su excentricidad es 0,003401 y la inclinación orbital 25,28 grados. Emplea en completar una órbita alrededor del Sol 935,5 días.
Smetana pertenece al grupo asteroidal de Hungaria.

## Características físicas
La magnitud absoluta de Smetana es 13,9 y el periodo de rotación de 2,497 horas.